# Arizona City
Pour les articles homonymes, voir Arizona (homonymie).
Arizona City est une census-designated place du comté de Pinal, dans l'État de l'Arizona, aux États-Unis. En 2020, elle compte une population de 9 868 habitants.